# James Hunter Lesher
James Hunter Lesher (* 10. Juli 1940 in Norfolk) ist ein US-amerikanischer Philosophiehistoriker auf dem Gebiet der antiken Philosophie.

## Leben
Er studierte an der University of Virginia 1958–1962 (B.A. in Philosophie), 1962 an der University of Rochester und 1962–1966 Harvard University (Ph.D. in Philosophie). Er lehrte an der University of Tennessee (Philosophie, 1966–1967), University of Maryland at College Park (Philosophie und Classics, 1967–2007) und University of North Carolina at Chapel Hill (Philosophie und Classics, 2007–2019).

## Schriften (Auswahl)
- The Greek philosophers. Selected Greek texts from the Presocratics, Plato, and Aristotle. London 1999, ISBN 1-85399-562-2.
- Xenophanes of Colophon: Fragments – A Text and Translation with a Commentary. Toronto 2001, ISBN 0-8020-8508-3.
- als Herausgeber mit Debra Nails und Frisbee C. C. Sheffield: Plato’s Symposium. Issues in interpretation and reception. Chapel Hill 1986, ISBN 0-8078-1708-2.
- als Herausgeber: From inquiry to demonstrative knowledge. New essays on Aristotle’s posterior analytics. Kelowna 2010 1985, ISBN 978-1-926598-01-7.